# Setterwallska villan

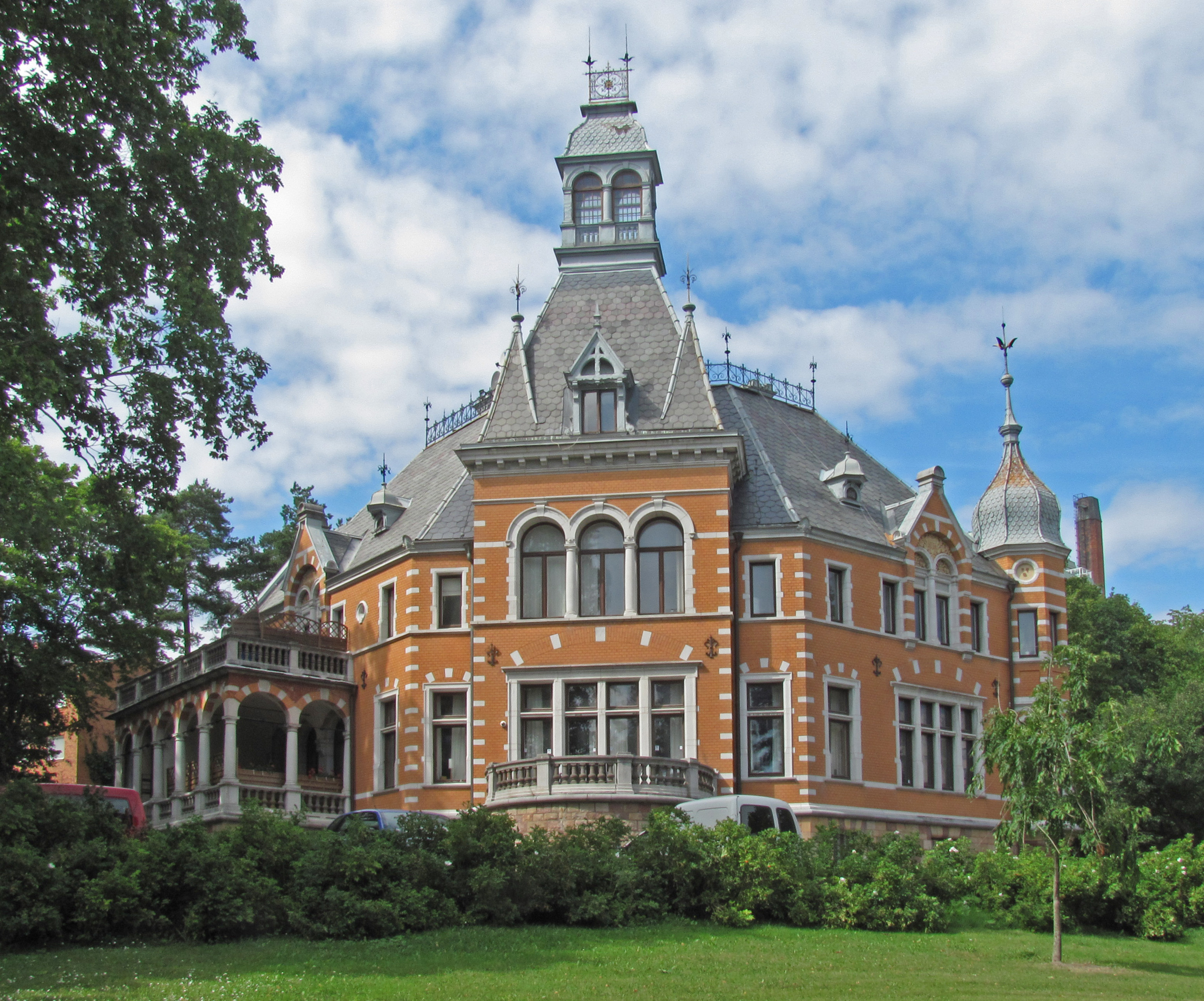
Setterwallska villan

Setterwallska villan i Finntorp i Nacka kommun byggdes 1896 av Jacob Gustaf Setterwall som efter stora framgångar inom rederiet Ångfartygs AB Södra Sverige beslöt sig för att uppföra en magnifik patriciervilla.
Han köpte 1871 marken mellan Kyrkviken och Svindersviken i Nacka kommun där Finntorp ingick. Först lät han uppföra en mindre trävilla i schweizisk stil som sommarbostad. Trävillan står inte kvar idag.
Den Setterwallska villan som ritades av arkitekten Johan Laurentz och uppfördes av byggmästaren Per Sundahl är idag en av de äldsta byggnaderna i Nacka.
Den magnifika patriciervillan har en ytterst påkostad utformning i en tidstypisk, historieinspirerad stil. Murarna på hög sockel av sandsten är av gulrött, holländskt tegel med dekorativa inslag i grått och gult. Villan har torn, lanternin, burspråk, altan och en veranda med balkong. Under 1920- och 30-talen inbyggdes delvis den ursprungligen öppna verandan.
Även interiören är ett belysande exempel på ett välbeställt borgarhem i slutet av 1800-talet och visar att sommarbostaden skulle hålla samma standard som stadsvåningen. Bottenvåningen domineras av en stor hall med handmålat, blyinfattat fönster intill ektrappan samt bibliotek och sällskapsutrymmen. Rummen har höga ekpaneler och salongen vid altanen sidentapeter. Kassettakets dekorationsmålningar är utförda vid Althins målarskola i Stockholm. Övervåningen har liknande planlösning samt några smårum intill före detta serveringsrummet ovanför köket. Ovanför salongen inreddes ett stort sovrum och en matsal i vinkel mellan detta och serveringsrummet. Båda våningarna har takdekorationer i stuck och öppna spisar av italiensk marmor. En av kakelugnarna är från 1700-talet och hitflyttad. Åren 1985–86 utfördes en restaurering varvid vissa äldre målningar bedömdes vara i alltför dåligt skick för att konserveras och därför målades över.
Även om villan var byggd för permanentboende så bodde Jacob Setterwall och hans fru Sophie där endast sommartid. Vintertid bodde de i en våning i Stockholm på Sturegatan 18.
Efter hustrun Sophies död 1923 sålde Jacob Setterwall villan för bara 135000 SEK till Fredrik Jahn, direktör i Svenska Pappersbruksföreningen. Efter Jahns död 1940 blev villan kvar i familjens ägo till 1945 då den köptes av ett byggnadsföretag. I samband med exploateringen av Finntorp köptes villan 1950 av Nacka kommun och användes bland annat som lokal för sjukkassa, lågstadieskola, kursverksamhet och vandrarhem. 1983 sålde kommunen villan till privata ägare och därefter har villa ägts av flera olika företag som har låtit restaurera interiörerna. Villan är i dag skyddad av Byggnadsminneslagen.

## Bilder

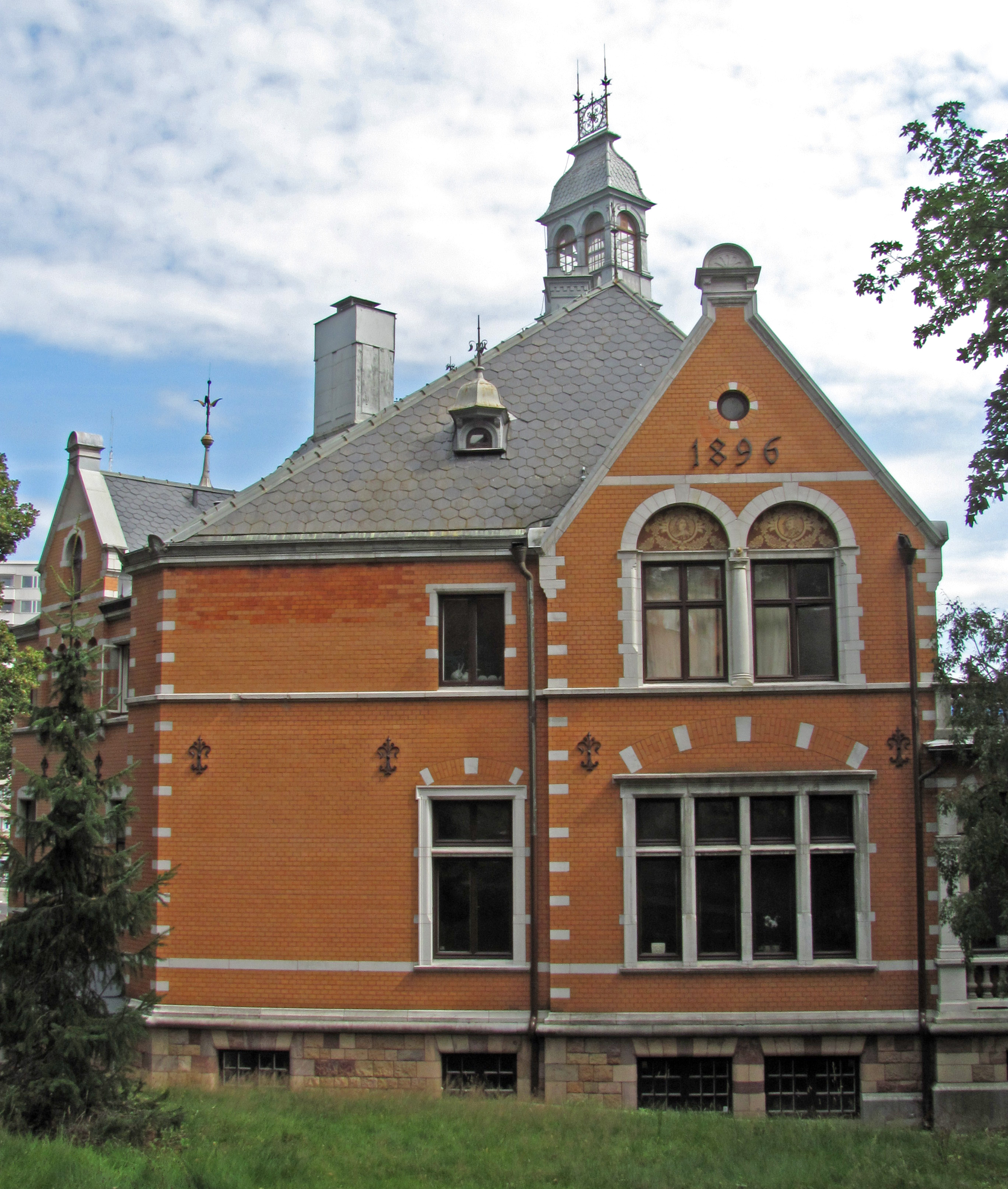
Setterwallska villan - västra sidan
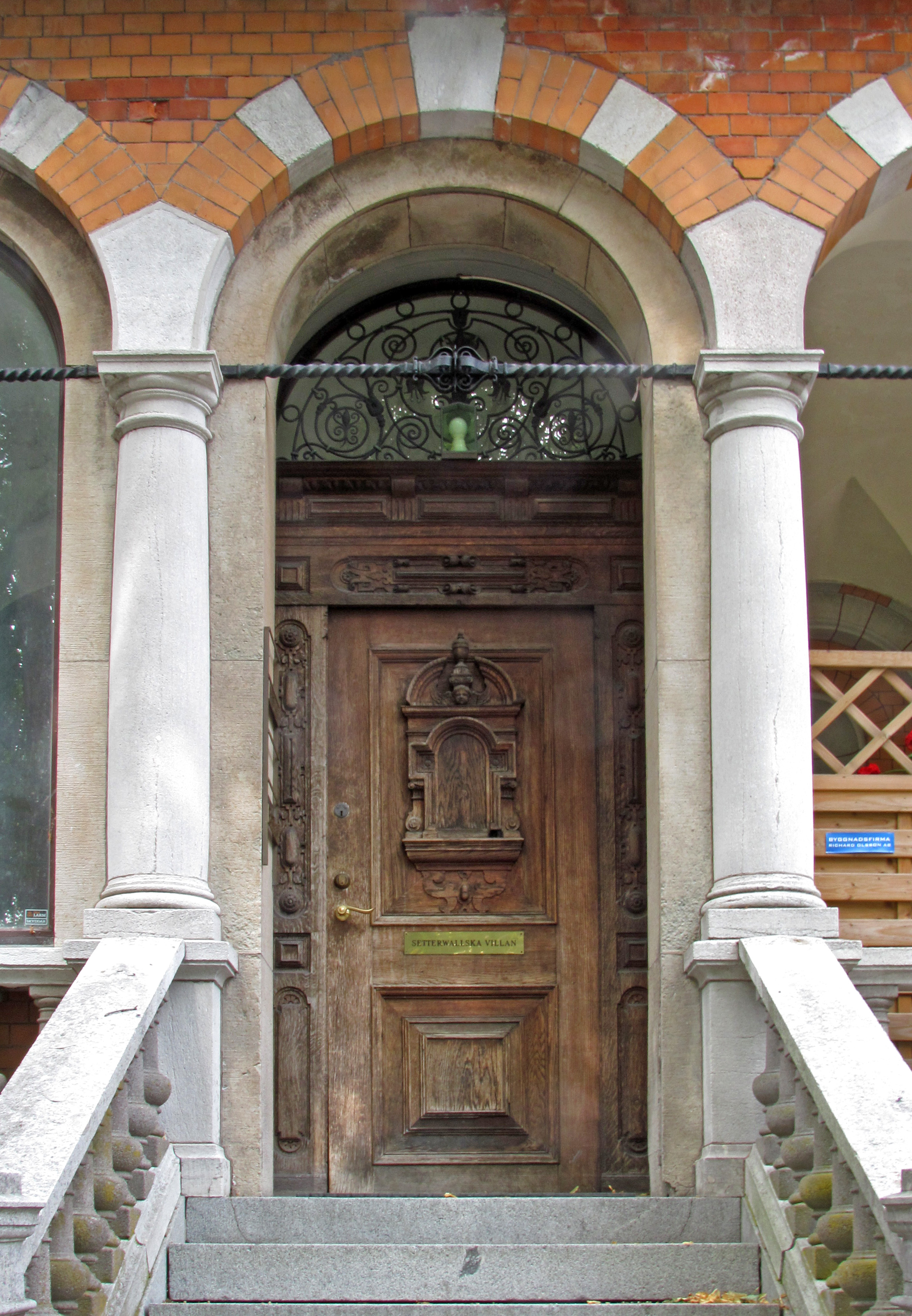
Setterwallska villan - dörr på sydvästra sidan
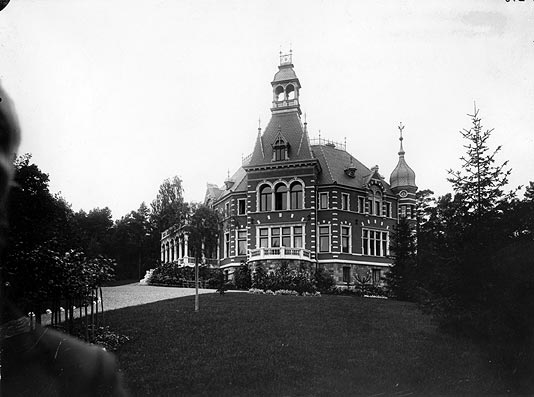
Setterwallska villan